# Metropolitan Borough of Greenwich

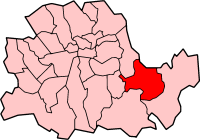
Lage von Greenwich im früheren County of London

Der Metropolitan Borough of Greenwich war ein Bezirk im Ballungsraum der britischen Hauptstadt London mit dem Status eines Metropolitan Borough. Er existierte von 1900 bis 1965 und lag im Südosten der ehemaligen Grafschaft County of London.

## Geschichte
Der Bezirk entstand aus den zuvor eigenständigen Civil Parishes Charlton-next-Woolwich, Deptford St Nicholas, Greenwich und Kidbrooke. Diese Gemeinden lagen ursprünglich in der Grafschaft Kent und gehörten ab 1855 zum Einzugsgebiet des Zweckverbandes Metropolitan Board of Works. 1889 gelangten sie zum neuen County of London, elf Jahre später wurden sie zu einem Metropolitan Borough zusammengefasst.
Bei der Gründung von Greater London im Jahr 1965 entstand der Fusion von Greenwich und dem größten Teil des Metropolitan Borough of Woolwich der London Borough of Greenwich.

## Statistik
Die Fläche betrug 3864 Acres (15,64 km²). Die Volkszählungen ergaben folgende Einwohnerzahlen:
Frühere Gebiete zusammengefasst:
| Jahr      | 1801   | 1811   | 1821   | 1831   | 1841   | 1851   | 1861   | 1871   | 1881   | 1891   |
| Einwohner | 22.077 | 25.303 | 28.748 | 33.374 | 39.800 | 47.377 | 57.417 | 56.450 | 65.411 | 78.167 |

Metropolitan Borough:
| Jahr      | 1901   | 1911   | 1921    | 1931    | 1951   | 1961   |
| Einwohner | 95.780 | 95.968 | 100.450 | 100.924 | 89.846 | 85.546 |